# Klabava (przystanek kolejowy)
Klabava – przystanek kolejowy w miejscowości Klabava, w kraju pilzneńskim, w Czechach. Znajduje się na magistrali kolejowej Praga – Pilzno. Położona jest na wysokości 360 m n.p.m.
Na przystanku nie ma możliwości zakupu biletu, a obsługa podróżnych odbywa się w pociągu.
Obecnie jest w trakcie modernizacji wraz z odcinkiem linii Rokycany – Pilzno.

## Linie kolejowe
- 170 Praha – Beroun – Plzeň – Cheb